# Sangue misto (film 1985)
Sangue misto (Mixed Blood) è un film del 1985 diretto da Paul Morrissey.